# Wilhelm Preil
Wilhelm Preil (* 22. März 1872 in Chemnitz; † 7. Juli 1906 in Douala, Kamerun) war ein deutscher Offizier und Kolonialbeamter.

## Biographie
Preil wurde 1893 Leutnant in der sächsischen Armee und trat später in den Kolonialdienst ein. 1899 nahm er an der Togo-Dahome-Grenzexpedition teil, die die Grenzziehung zwischen der deutschen Kolonie Togo und dem französischen Dahomey-Gebiet bestimmen sollte. Spätestens 1901 übernahm er die Leitung der Expedition. 1902 war Preil Bezirksamtmann in Lome. Später war er in gleicher Dienststellung in Aného tätig.
Preil, zwischenzeitlich zum Hauptmann befördert, verstarb 1906 während einer Inspektionsreise durch Kamerun.

## Werk
- Deutsch-französische Waffenbrüderschaft im Hinterlande von Togo und Dahomey: Tagebuchblätter. Schwetschke u. Sohn. Berlin 1909.